# روبرت جيمس
روبرت جيمس (بالإنجليزية: Robert James) (و. 1983  م) هو لاعب كرة قدم أمريكية، من الولايات المتحدة، ولد في فينيكس، أريزونا، يلعب كظهير ‏.

## التعليم
تعلم في مدرسة ماريفيل الثانوية.